# Andocricus harae
Andocricus harae är en mångfotingart som beskrevs av Chamberlin 1955. Andocricus harae ingår i släktet Andocricus och familjen Rhinocricidae. Inga underarter finns listade i Catalogue of Life.